# Павловская площадь
Павловская площадь (укр. Павлівський майдан или Павлівська площа; с 1919 по 2013 — Розы Люксембург) — площадь в центре Харькова.

## Расположение
Площадь несколько изогнута в меридиональном направлении. Начинается от площади Конституции на востоке, пересекается посередине Университетской улицей и заканчивается Сергиевской площадью на западе. Через площадь проходит граница Шевченковского и Основянского районов.

## Характеристики
- Исторический район — Подол.
- На площади находится трамвайная остановка «Сергиевская площадь».
- Индекс объекта — 61003.

## История
Площадь возникла во второй половине XVII века. На ней был главный городской базар, проводились Покровская и Успенская ярмарки. На юго-восточном углу Университетской улицы располагался почтовый двор, возле него — верстовой столб и лобное место. В XIX веке площадь была застроена одно- и двухэтажными преимущественно торговыми зданиями.
В конце 30-х годов XIX века купец Савелий Павлов — родоначальник конфетно-пряничного производства в Харькове — построил на площади каменный магазин. В это время площадь стали называть Павловской.
В 1868—1874 гг. в Доме Павлова размещался Малый театр, позже в нём появилась гостиница «Гранд-Отель» (в годы советской власти называлась «Спартак», сгорела в 1943 году). После проведения линии конки в центре площади построили павильон остановки. Позже здесь рядом находились линии конки и электрического трамвая. В 1905, 1917 и 1919 годах на площади проводились демонстрации и собрания. В январе 1919 года площадь переименована в честь убитой в том же месяце в Германии Розы Люксембург (одновременно Сумская улица была переименована в улицу Люксембург). В годы войны была сильно разрушена.
20 ноября 2013 года Харьковский городской совет принял решение о возвращении площади названия Павловская.

## Здания
- Справа — монумент Независимости на фоне бокового фасада универмага
- Центральный универмаг
- Боковой фасад дома № 29 по Университетской ул. и дом № 5 на Павловской площади
- Дом № 10
- Дом № 8
- Дом № 6
- Дом № 4
- Дом № 2
- Дом № 2 и 10 флагштоков монумента Независимости

- Центральный универмаг (дом № 1/3) был построен в 1933 году на месте торговых рядов и стал первым в Харькове. Архитектором первого проекта был А. В. Линецкий. Под руководством архитектора П. И. Фролова в конце 1930-х годов универмаг расширили за счёт соседнего дома до Университетской улицы в конструктивном стиле (каркасная структура без декоративных элементов, монолитный железобетон, стекло, металл). Во время войны здание было разрушено. При перестройке здание получило девять арок с коринфскими колоннами и обилием украшений на главном фасаде. Фасад по Пролетарской площади остался в стиле 1930-х годов.

- Девятиэтажный жилой дом № 5 (дом Гипрококса) с магазинами расположен между улицами Квитки-Основьяненко и Университетской. Построен в 1954—1955 годах, архитекторы дома — В. П. Костенко, Б. Г. Клейн и Н. В. Згурская.

- Между Университетской улицей и площадью Конституции расположен боковой фасад Дворца труда (дом № 17/1), главный фасад которого выходит на пл. Конституции.

- Высотной доминантой площади является одиннадцатиэтажная часть дома со шпилем (дом ХЗТМ), расположенного на северо-восточном углу с площадью Конституции (адрес — пл. Конституции, 2/4). Построен в 1954—1967 годах по проекту архитектора П. И. Арешкина в стиле «сталинский ампир».

- Дом № 10 построен в 1910—1913 годах архитекторами Н. В. Васильевым и А. И. Ржепишевским. В нём размещаются банки, офисы, конторы и магазины, ранее также была гостиница «Астория». Одно из первых в городе зданий с железобетонным каркасом сочетает новизну конструкции с обилием скульптур (атланты) и украшений. Общий силуэт дома определяется высоким фронтоном над главным выходом, разновысокими эркерами и угловым куполом. 11 декабря 1919 года в гостинице «Астория» начал работу Всеукраинский Революционный Комитет.

- Дом № 6 — торгово-финансовый техникум и ресторан «Макдоналдс».

- Жилой дом № 4 с почтовым отделением построен как Крестьянский дом в 1912 году архитектором Б. Н. Корнеенко, и потому имеет черты украинской народной архитектуры. В нише помещён бюст Т. Шевченко. В доме размещено Бюро технической инвентаризации (БТИ). Изначально же крестьянский дом, в котором сейчас находится БТИ Харькова, служил гостиницей для приезжих.

- Жилой дом № 2 построен в 1959 году.

## Памятник
С 2001 по 2012 год на площади находился памятник независимости (или, по другим данным, соборности) Украины, входивший в десятку сооружений Украины, совмещающих «пафосность с сомнительной художественной ценностью» (по версии газеты «Сегодня» — в ТОП-10 самых безвкусных памятников Украины) и похожий на Имперский Государственный герб Германии.
В день десятой годовщины независимости Украины 24 августа 2001 года на площади была установлена 16-метровая бронзовая колонна. Сокол на вершине имел крылья, сложенные в форме трезуба. Образом для фигуры девочки у подножия колонны послужила 10-летняя Дарина Стрелец — первый ребёнок, родившийся в Харькове после провозглашения формальной независимости Украины 24 августа 1991 года. Памятник был окружён десятью флагштоками со знамёнами.
Скульптор памятника А. Ридный заявил, что памятник создавался и устанавливался в спешке и с происшествиями: «Всё бегом, бегом, была такая суета и паника, что мы как-то в лихорадке даже отлили этой девочке две левые руки». Бетонный сокол сорвался с крана, «упал и пробил такую дыру в асфальте. Ну и боялись, думали, что он там, бетон всё же, с такой высоты разбился, но уцелел, так прочно сделали».
В 2011 году в рамках реконструкции площади сессией горсовета Харькова было принято решение, поскольку памятник не является украшением города, его снести (не перенести в другое место, а демонтировать). По сообщению вице-мэра Харьков А. Кривцова, нынешний памятник будет утилизирован.

## Утраченные памятники
- Центральный городской верстовой столб.
- Горяиновские ворота.
- Английский танк Mk IV (второй, утрачен после 1943).
- Памятник независимости Украины. Демонтирован в 2012 г.

## Исторические факты
В 1928 году при прокладке трамвайных путей на площади были раскопаны остатки могильника, предположительно, относящегося к половецкой культуре. Костяки покойников находились на глубине всего полметра под мостовой. Два из них лежали в деревянных долблёных колодах. Были выявлены культурные слои, датированные XII и XVII—XVIII веками. Одни исследователи датировали могильник XI—XII, другие — VIII—X веками. Современными раскопками установлено, что погребения на Павловской площади относятся к золотоордынскому периоду.